# الخالدية (الحسكة)
الخالدية تسمى أيضاً خانيك هي قرية سورية تتبع محافظة الحسكة في أقصى الشمال الشرقي من سوريا على الحدود العراقية. اللغة المحكية هي السريانية باللهجة الشرقية. يقطنها عوائل كلدانية وآشورية وعائلتان أرمنيتان.